# Prärieammer

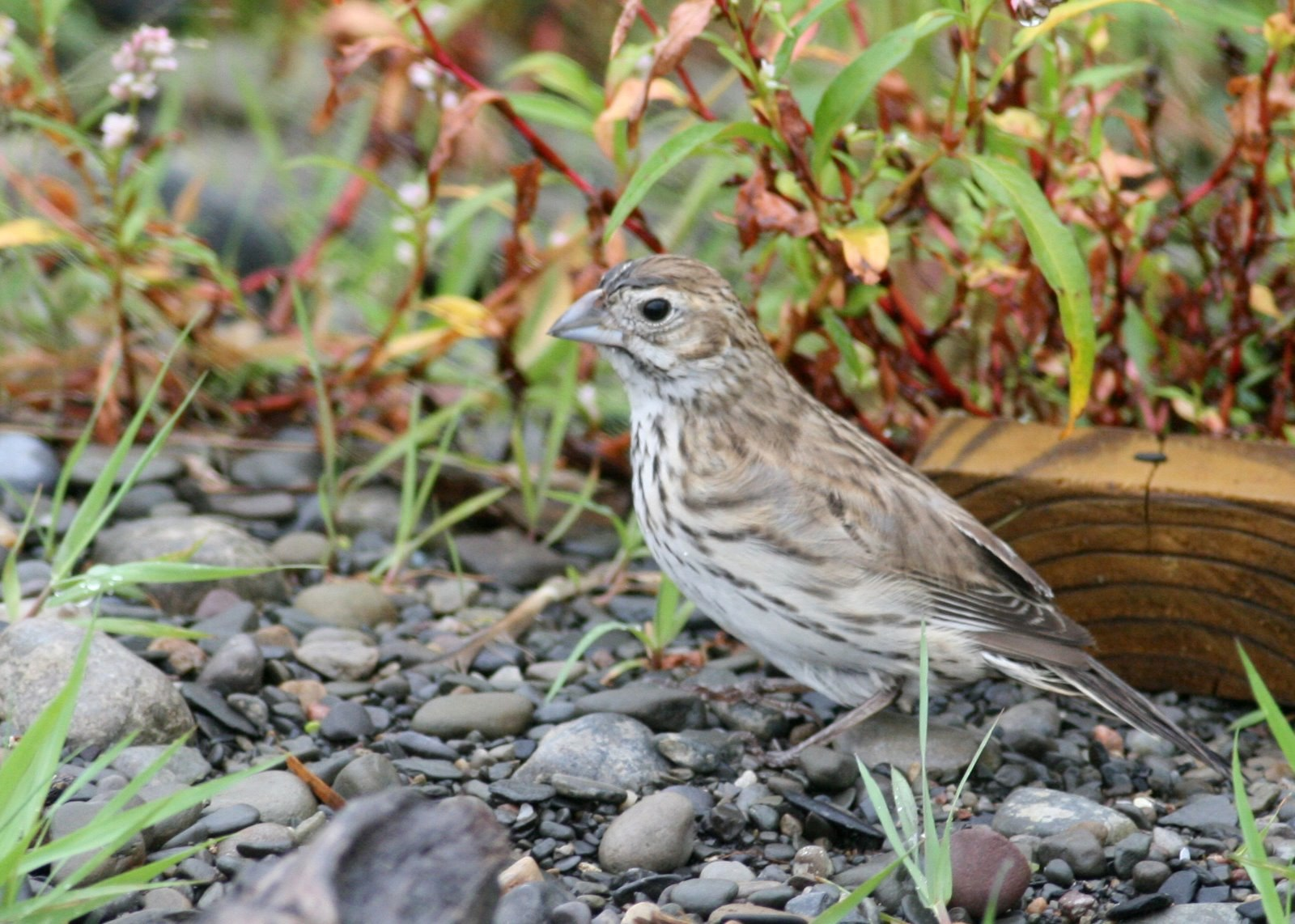
Weibchen

Die Prärieammer (Calamospiza melanocorys) ist eine in Nord- und Mittelamerika vorkommende Singvogelart aus der Familie der Neuweltammern (Passerellidae). Sie ist der Staatsvogel des US-Bundesstaats Colorado.

## Beschreibung

### Aussehen
Adulte Prärieammern erreichen eine Länge von 14 bis 18 Zentimetern und ein Gewicht von etwa 30 bis 50 Gramm. Zwischen den Geschlechtern besteht ein auffälliger Sexualdimorphismus. Während der Paarungs- und Brutzeit ist das Gefieder der Männchen schwarz. Nur die Flügel heben sich deutlich weiß ab. Im Winter zeigen sie nach der Mauser ein wesentlich unauffälligeres Zeichnungsmuster, das überwiegend graubraune Elemente mit kurzen schwarzen und weißen Streifen aufweist. Sie ähneln dann den Weibchen, die das gesamte Jahr über ein graubraun gefärbtes Gefieder mit hellerer Unterseite zeigen, welches nur durch einige kurze braune Streifen aufgelockert ist. Der Schnabel ist kurz und kräftig und hat eine blaugraue Farbe. Die Iris ist schwarz. Beine und Füße sind rosafarben. 

### Lautäußerungen
Der Gesang der Prärieammer ist ein variables, rhythmisches „Tschilpen“.

## Verbreitung und Lebensraum
Das Verbreitungsgebiet der Prärieammer erstreckt sich vom Süden der Prärieprovinzen Kanadas Alberta und Saskatchewan Richtung Süden durch die zentralen US-Bundesstaaten bis nach Mexiko. Sie lebt bevorzugt in buschigen Prärielandschaften.

## Lebensweise
Die Vögel halten sich überwiegend am Boden auf, wo sie auch nach Nahrung suchen. Diese besteht im Sommer in erster Linie aus Insekten und im Winter aus Samen.
Nach der Paarung wird ein schalenförmiges Nest gebaut und versteckt auf dem Boden unter niedrigem Buschwerk positioniert. Die Gelegeanzahl besteht aus zwei bis sechs Eiern, die blass blau gefärbt sind. Nach der Aufzucht der Jungen sammeln sich die Prärieammern und fliegen in großen Schwärmen in die Winterquartiere, die überwiegend in Mexiko Texas und Kalifornien liegen.

## Gefährdung
Die Prärieammer ist in ihren Verbreitungsgebieten nicht selten und wird demzufolge von der Weltnaturschutzorganisation IUCN als  „least concern = nicht gefährdet“ klassifiziert. Er ist vom United States Fish and Wildlife Service gemäß dem Migratory Bird Treaty Act geschützt.